# Takuma Abe
Takuma Abe (阿部 拓馬, Abe Takuma) est un footballeur japonais né le 5 décembre 1987 à Kodaira, dans la métropole de Tokyo. Il évolue au poste de milieu offensif.

## Biographie
Avec l'équipe allemande du VfR Aalen, il joue 14 matchs en 2. Bundesliga, marquant deux buts.
Il participe à la Ligue des champions d'Asie en 2016 avec l'équipe du FC Tokyo. Lors de cette compétition, il inscrit deux buts : le premier, contre l'équipe thaïlandaise de Chonburi le 9 février 2016 (victoire 9-0), et le second sur la pelouse de l'équipe sud-coréenne du Jeonbuk Hyundai Motors en date du 23 février 2016. Le FC Tokyo est éliminé en huitièmes de finale par le club chinois du Shanghai SIPG.